# 국도 제221호선 (일본)

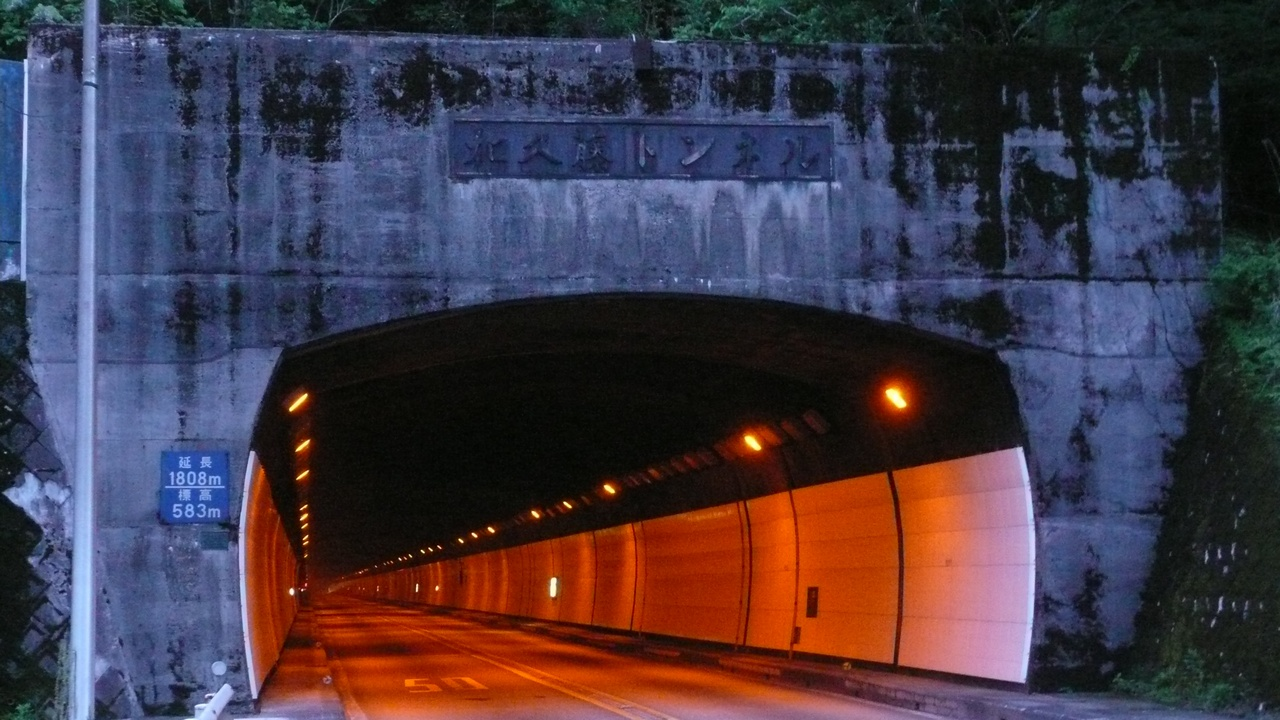
가쿠토 터널 (에비노시 방면, 2008년 5월 11일)

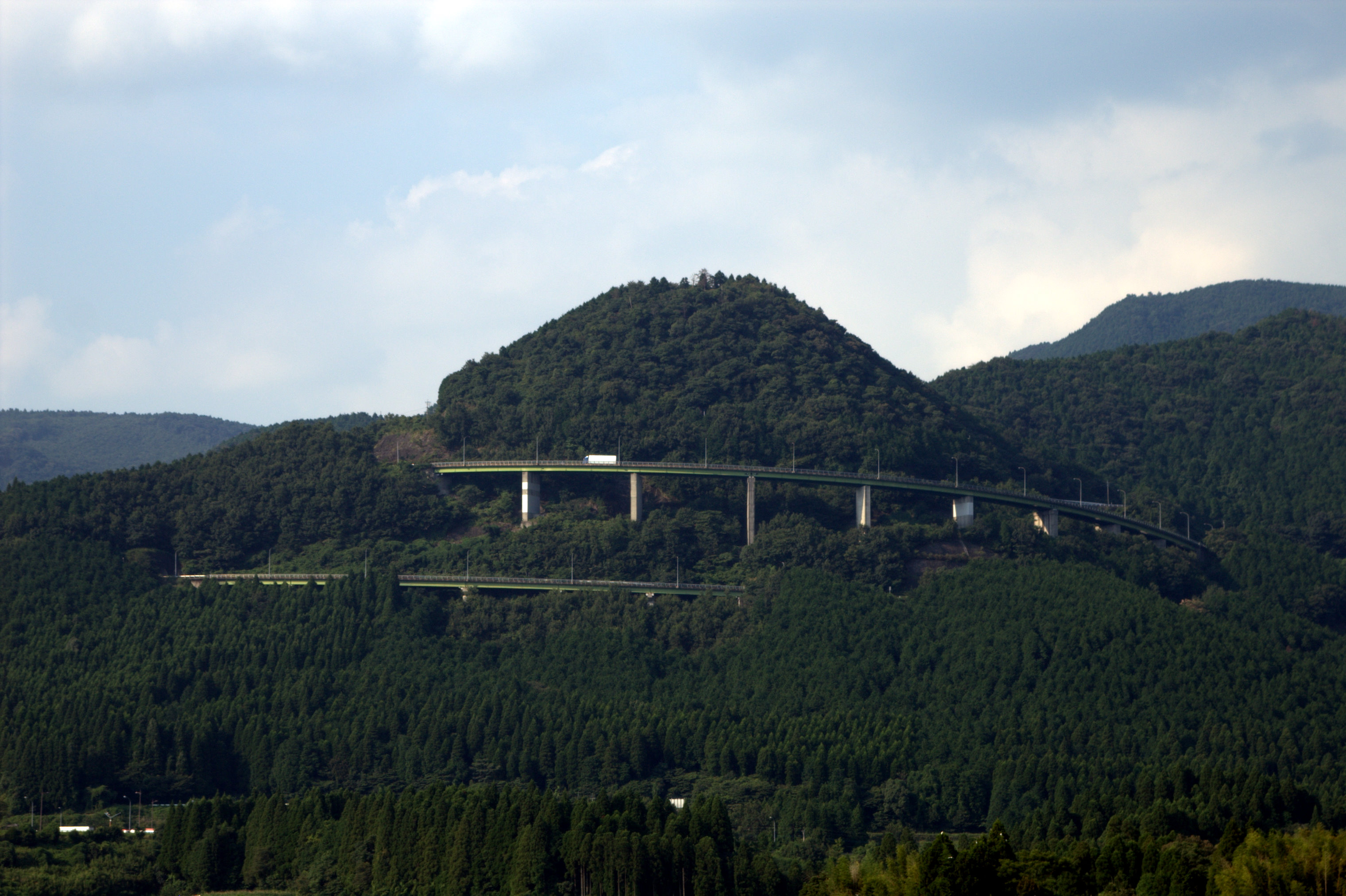
에비노 루프 (2009년 8월 26일)

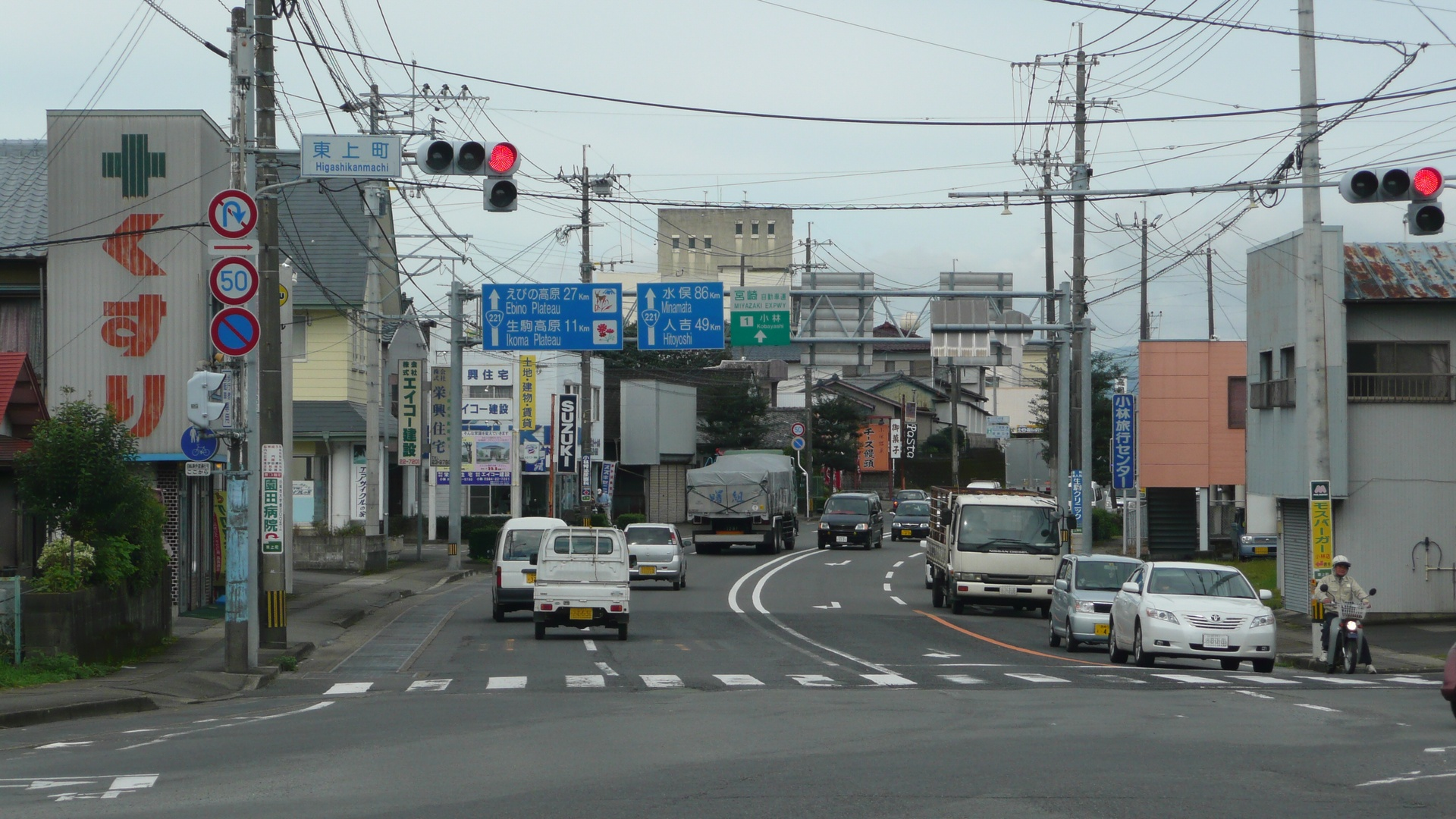
고바야시시 호소노초 (2008년 10월 6일)

국도 제221호선(일본어: 国道221号)은 구마모토현 히토요시시에서 미야자키현 미야코노조시까지 이르는 일본의 일반 국도로, 총 연장은 74.0 km, 실제 연장 및 현도는 71.5 km이다.

## 개요
나카큐슈와 미나미큐슈를 이어주는 중요한 도로로, 험준한 지대이기도 하는 해발 720m의 가쿠토 고개를 가쿠토 터널이나 히토요시/에비노 루프 등을 통해 해소되었다. 1995년 7월 27일에는 규슈 자동차도의 히토요시 나들목과 에비노 나들목 사이의 구간이 개통되었음에도 불구하고, 해당 자동차도의 야쓰시로 나들목에서 에비노 나들목 사이의 구간에서는 위험물 적재 차량의 통행이 금지되어 있어, 규제되어 있는 탱크로리 등은 야쓰시로시에서 에비노시 사이에 걸쳐 국도 제219호선 (일본)과 함께 대체 도로로 이용되고 있어, 일본 국토교통성 규슈 지방정비국은 고속수송 네트워크의 미싱 링크로 남은 과제가 있다.

### 노선 정보
일반 국도의 노선을 지정하고 있는 정령에 의거한 기종점 및 경유지는 다음과 같다.
- 기점 : 히토요시시 (히가시아이다 시모 교차로 = 국도 제219호선상)
- 종점 : 미야코노조시 (마쓰노모토 교차로 = 국도 제10호선과의 교점)
- 중요한 경과지 : 구마모토현 구마군 니시키정, 에비노시, 고바야시시, 미야자키현 니시모로카타군 다카하루정
- 총 연장 : 74.0 km[A]
- 중용 연장 : 2.5 km[B]
- 실제 연장 : 71.5 km[C]
  - 현도 : 71.5 km[D]
  - 신도 및 구도 : 없음
- 지정 구간 : 없음

## 역사
- 1953년 5월 18일 : 2급 국도 221호 히토요시 미야코노조 선(히토요시시 - 미야코노조시)으로 지정 시행
- 1965년 4월 1일 : 1·2급 국도의 구분을 없애고 일반 국도 221호선으로 전환

## 중복 구간
- 국도 제219호선 : 구마모토현 (히토요시시/히가시아이다 시모마치 교차로 - 구마군 니시키정)
- 국도 제268호선 : 미야자키현 (에비노시 - 고바야시시)

## 지리

### 통과하는 지자체
- 구마모토현
  - 히토요시시 - 구마군 니시키정 - 히토요시시
- 미야자키현
  - 에비노시 - 고바야시시 - 니시모로카타군 다카하루정 - 미야코노조시

### 교차하는 도로
고속도로
- 미야자키 자동차도(일본어판, 중국어판)

일반 국도
- 국도 제10호선
- 국도 제219호선 (일본)(일본어판)
- 국도 제268호선 (일본)(일본어판)
- 국도 제265호선 (일본)(일본어판)
- 국도 제223호선 (일본)(일본어판)

### 도로 시설

#### 교량
- 구마모토현 : 가쿠토루프 교 (히토요시루프 교, 에비노루프 교)

#### 터널
- 구마모토현 : 가쿠토 터널(일본어판)
- 미야자키현 : 운카이 터널